# Knapton (York)
Knapton – osada w Anglii, w hrabstwie ceremonialnym North Yorkshire, w dystrykcie (unitary authority) York. Leży 5 km na zachód od miasta York i 281 km na północ od Londynu. W 1931 roku civil parish liczyła 87 mieszkańców. Knapton jest wspomniana w Domesday Book (1086) jako Cnapetone.